# Hamdara
Hamdara este o comună rurală din departamentul Mirriah, regiunea Zinder, Niger, cu o populație de 22.824 de locuitori (2001).